# Twardość drewna
Twardość drewna – obok gęstości jedna z cech charakteryzująca materiał jakim jest drewno.
Określanie twardości drewna w porównaniu z innymi materiałami jest trudne, ponieważ niejednorodna jest struktura drewna (drewno wczesne, drewno późne). Na wyniki pomiaru ma także wpływ wilgotność drewna, a także rodzaj przekroju na którym dokonywany jest pomiar. 
Twardość poszczególnych gatunków porównywać możemy tylko na podstawie wyników otrzymanych przy zastosowaniu tej samej metody pomiaru. 
Na początku XX w. rozpoczęto próby nad określeniem metody pomiaru, która dawałaby porównywalne i powtarzalne wyniki. Pierwszym był Bugsen, którego metoda pomiaru polegała na wbijaniu w drewno igły o określonej średnicy na stałą głębokość 2 mm. Siła potrzebna do tego była wartością określającą twardość drewna. Jednak ten rodzaj pomiaru dawał dość nierówne wyniki ze względu na niejednorodność drewna wczesnego i późnego.
Metodę tę zastąpiono metodą Janki, która polega na wciskaniu kulki stalowej o określonej średnicy (11,284 mm) w próbkę drewna. Badanie wykonuje się na specjalnej maszynie i trwa ok. 2 minut. Szybkość obciążania powinna wynosić 320 - 480 kG/min. Wynik wyrażony jest w kG/cm² lub MPa. Dokonuje się co najmniej 4 wciski na każdym przekroju, więc jest możliwość uśrednienia pomiarów. Metoda ta też nie jest idealna, ale jest obecnie najbardziej rozpowszechniona.
Nowszą metodą, która sprawdza się lepiej np. w przypadku drewna iglastego, które ma niejednorodną strukturę jest metoda Brinella. Polega ona, podobnie jak w metodzie Janki, na wciskaniu kulki o średnicy 10 mm w próbkę drewna, jednak mierzy się nie siłę potrzebną do wciskania kulki, bo ta jest stała, a średnicę odciśniętego wgniecenia. Siłę potrzebną do wciśnięcia kulki różnicuje się w zależności od gęstości drewna. Np. dla drewna o małej gęstości stosuje się siłę 10 kG, dla bardzo zwartych 100 kG. Czas badania trwa ok. 1 minuty.
Jeszcze jedną z metod, a właściwie próbą połączenia dwóch poprzednich jest metoda Krippela. Kulka o średnicy 31,831 mm wciskana jest w drewno na głębokość 2 mm. Twardość oblicza się według wzoru.
Klasy twardości drewna według Janki
| Klasa | Twardość                     | Zakres kG/cm2 | Zakres MPa    | Przykładowe gatunki                                 |
| ----- | ---------------------------- | ------------- | ------------- | --------------------------------------------------- |
| I     | drewno bardzo miękkie        | poniżej 350   | poniżej 34,3  | balsa, osika, topola, wierzba, świerk, jodła, limba |
| II    | drewno miękkie               | 350-500       | 34,3-49,0     | lipa, sosna, jodła, kasztanowiec                    |
| III   | drewno średnio twarde        | 500-650       | 49-63,7       | sosna czarna, wiąz, orzech, brzoza, modrzew         |
| IV    | drewno twarde                | 650-1000      | 63,7-98,1     | dąb szypułkowy, buk, jesion, jatoba, teak, majau    |
| V     | drewno bardzo twarde         | 1000-1500     | 98,1-147,1    | grab, grochodrzew (robinia), palisander, cis        |
| VI    | drewno niewiarygodnie twarde | powyżej 1500  | powyżej 147,1 | quebracho, heban, kokos, gwajak                     |